# Estados Unidos nos Jogos Pan-Americanos de 1971
Os Estados Unidos nos Jogos Pan-Americanos de 1971, participaram pela 6ª vez da competição.
A cidade sede foi Cali, na Colômbia e o país conquistou um total de 218 medalhas e apesar de conseguir menos medalhas que a edição anterior, terminou pela quinta vez consecutiva em primeiro lugar no quadro geral de medalhas..